# James Anderson (Kognitionswissenschaftler)
James A. Anderson (* 31. Juli 1940 in Detroit, Michigan) ist ein US-amerikanischer Professor für Kognitionswissenschaft und Linguistik an der Brown University. Sein Forschungsgebiet ist die Anwendung von neuronalen Netzen in der Kognitionswissenschaft.
James Anderson studierte zuerst Biologie und später Physik am Massachusetts Institute of Technology, wo er 1967 seinen Ph.D. für eine Arbeit über das Nervensystem der Aplysia erhielt. Nach Aufenthalten an der University of California, Los Angeles, von 1967 bis 1971 und an der Rockefeller University von 1971 bis 1973 arbeitet er seitdem an der Brown University.
Ein Ergebnis von Andersons Forschung ist das so genannte BSB-Modell, die Abkürzung steht dabei für „Brain State in a Box“.

## Schriften
- An Introduction to Neural Networks, MIT Press, Cambridge, Massachusetts, 1995. ISBN 0-262-51081-2
- Zs. mit Edward Rosenfeld (Hrsg.): Talking Nets – An Oral History of Neural Networks. MIT Press, Cambridge, Massachusetts, 1998, Taschenbuchausgabe 2000. ISBN 0-262-51111-8

| Personendaten    | Personendaten                               |
| ---------------- | ------------------------------------------- |
| NAME             | Anderson, James                             |
| ALTERNATIVNAMEN  | Anderson, James A.                          |
| KURZBESCHREIBUNG | US-amerikanischer Kognitionswissenschaftler |
| GEBURTSDATUM     | 31. Juli 1940                               |
| GEBURTSORT       | Detroit                                     |